# Phyllogomphus helenae
Phyllogomphus helenae är en trollsländeart som beskrevs av  Joseph-L. Lacroix 1921. Phyllogomphus helenae ingår i släktet Phyllogomphus och familjen flodtrollsländor. IUCN kategoriserar arten globalt som otillräckligt studerad. Inga underarter finns listade i Catalogue of Life.